# Arseni Ousoltsev
Arseni Fedorovich Ousoltsev (en russe Арсений Фёдорович Усольцев), né en 1830 et mort le 14 janvier 1909 à Kostroma, est un astronome, topographe militaire, géomètre et géologue russe. 
Chef du département sibérien de la Société russe de géographie (RGS), il a aussi été membre du Conseil de l'administration principale de la Sibérie orientale.

## Biographie
Il est diplômé de l'Institut d'arpentage Constantin (Константиновский межевой институт (ru) le 27 août 1851 avec le grade d'ingénieur enseigne (1re promotion d'ingénieurs géomètres en 1851) puis étudie à l'Observatoire de Moscou (Краснопресненская обсерватория МГУ (ru).
En 1863, il est élu au comité administratif du département sibérien de la Société russe de géographie, puis au poste de secrétaire de la société.
Il est l'éditeur des huit volumes des Nouvelles du département sibérien de la Société géographique impériale russe, publiée à partir du 15 décembre 1870 à Irkoutsk.
Il sert dès 1865 comme arpenteur-géomètre junior auprès du gouverneur général de la Sibérie orientale, puis dirige le département d'arpentage de l'administration principale de la Sibérie orientale avant d'être nommé directeur du 4e département de l'administration principale de la Sibérie orientale. Plus tard, il est nommé au poste de membre du Conseil de l'administration principale de la Sibérie orientale et a le rang de conseiller d'État effectif. A partir de 1891, il est membre à part entière du comité statistique provincial.
Au début de 1870, avec V. P. Putsillo et Aleksander Czekanowski, il est inclus dans la commission pour déterminer les dommages et l'étendue des conséquences de la catastrophe naturelle (inondation) survenue à Irkoutsk le 5 janvier 1870.
Il est aussi l'un des fondateurs de la bibliothèque publique d'Irkoutsk et a pris une part active à la vie publique d'Irkoutsk.
Le 9 janvier 1889, il prend sa retraite. Il meurt le 14 janvier 1909 à Kostroma.
Au cours de sa vie, il a mené un certain nombre d'expéditions à travers la Sibérie et l'Extrême-Orient russe.

## Les expéditions

### Expéditions de 1855-1858
Selon le décret le plus élevé, une expédition dirigée par Peter Carl Ludwig Schwarz (en) est envoyée dans la région de Transbaïkalie nouvellement créée pour déterminer le plus grand nombre possible de points géographiques et les relier entre eux par des itinéraires, afin d'établir une carte. En outre, dans des détachements séparés, les participants à l'expédition doivent recueillir des informations sur la géologie, l'ethnographie et les statistiques de la région. Le groupe comprend : le botaniste Carl Maximowicz, le zoologiste Leopold Ivanovitch von Schrenck, le naturaliste Gustav Radde et, en tant qu'astronomes, les ingénieurs géomètres diplômés Ousoltsev, A. Ya. Smiryagin et D. P. Rashkov. Le détachement d'Ousoltsev explore les vallées des rivières Vitim, Zeïa et Boureïa. Le détachement comprend le topographe I. V. Orlov et le prospecteur de minerai G. M. Permikin. En juillet, Ousoltsev et son détachement sont montés de Nertchinsk le long de la rivière Nertcha, arpentant la vallée et faisant un inventaire presque jusqu'à sa source et plus au nord-est jusqu'aux montagnes à la limite sud-ouest d'Olyokminsky Stanovik. De là, à travers les monts Tcherski et Iablonovy, ils suivent la Kouanda, affluent de la rivière Vitim. En septembre, une étude est réalisée sur la partie supérieure du Vitim, longue de 450 kilomètres, jusqu'à sa source. Ousoltsev retourne à Irkoutsk en passant par le bassin versant de la Vitim et de la Bargouzine dans sa partie nord, la vallée de Bargouzine et son embouchure. Après un certain temps, il part étudier les vallées des rivières Tchara et Mouïa, le lac Lemberme (aujourd'hui Bolshoe Leprindo) et le plateau de la Tchara. L'itinéraire faisait plus de deux mille kilomètres de long,. 
En 1856, il étudie les affluents gauches de l'Amour et cartographie presque tout le cours de la Zeïa.
En juin 1857, quittant à nouveau Nertchinsk, il se rend à la Amazar, la longeant vers le nord, puis par Olyokminsky Stanovik jusqu'aux grands rapides de Tchary près des monts Udokan. Au nord de la Tchara, il découvre une autre chaîne de montagnes : le massif de Kodar. Sur la rive droite de la Kalar, il étudie la chaîne de pics rocheux de la chaîne de Kalar et établit que la longueur de la chaîne est d'environ 350 km avec les points les plus élevés dans les cours supérieurs du Kalar. Après avoir arpenté les hautes terres, il revient dans les hautes terres du Chara, d'où il gagne l'ouest à travers la plaine inondable de Kuanda jusqu'à Muya, et la remonte à travers la neige jusqu'à ses sources. De là, suivant le chemin de I. V. Orlov, il traverse jusqu'à l'extrémité nord du lac Baïkal. Le long de la rive nord-ouest, il traverse les monts Baïkal sur un terrain montagneux jusque-là inexploré. Prenant la direction ouest à 54° N. il atteint la Léna.
En 1858, en collaboration avec l'ingénieur-géologue Pyotr Gorlov (en), il descend l'Amour jusqu'à l'embouchure de la Boureya, et en longeant la rive gauche, il découvre et cartographie les monts Touran. A travers la plaine de l'Amour-Zeïa, la Selemdja et la Zeïa, ils atteignent Blagovechtchensk.
Le résultat des expéditions de 1855-1858 est la publication d'une carte de la Sibérie du Sud-Est compilée par Schwartz. Au cours des expéditions, Ousoltsev a également effectué des observations météorologiques, collecté des minéraux et constitué un herbier.

### Expédition de 1859
Le 15 janvier 1859, Ousoltsev quitte Irkoutsk avec l'expédition du lieutenant-colonel K. F. Budogosky le long des rivières Amour, Oussouri et Soungatcha et atteint le lac Khanka, sur la rive nord-ouest duquel, à l'embouchure de la rivière Tur, le 5 mai 1859, Budogosky fonde le poste de Turiy Rog. L'expédition comprend également : l'astronome P. A. Gamov, le capitaine topographe A. I. Yelets, les enseignes Darzhitarov et Vassiliev, l'artiste Yegor Meyer (en), le traducteur Igor Tchichmarev, 12 topographes et grades inférieurs (trois escouades d'arpenteurs). Le but de l'expédition est de relever la ligne de démarcation de la côte de la mer du Japon et d'établir une carte sur la base de ces informations. Après avoir longé la rivière Suifen, l'expédition atteint la baie de Zapadnaya le 15 juin, où elle rencontre une expédition navale dirigée par le gouverneur général de la Sibérie orientale, le comte Nikolaï Mouraviov-Amourski. En l'honneur de cette rencontre, la baie est rebaptisée Expedition Bay. Les relevés topographiques effectués par Ousoltsev et son groupe permettent d'envoyer Budogosky à Pékin le 25 juin avec une nouvelle carte et des informations nouvellement élaborées pour les négociations avec les autorités de l'Empire Qing sur la ligne frontalière déterminée par le traité d'Aïgoun. Lorsque les navires chargés de la mission partent, l'expédition se divise en deux détachements - l'un est dirigé par Ousoltsev, l'autre par l'enseigne Darzhitarov. Le détachement d'Ousoltsev retourne le long du littoral, puis le long de la rivière Suifun jusqu'au lac Khanka,.

### Expédition de 1863-1864
À l'été 1864, le gouverneur général de la Sibérie orientale M. S. Korsakov envoie une expédition à Jilin à travers les régions de l'Amour et de Primorye le long de la Songhua sur le bateau à vapeur Ussuri commandé par le lieutenant A. Lyubitsky. En plus de la mission diplomatique de G. F. Tchernyaev pour délivrer un message amical au gouverneur militaire de Girin, les objectifs de l'expédition sont : l'organisation d'une route commerciale le long du Sungari depuis la Mandchourie ; la recherche d'une nouvelle route à travers la Mandchourie pour les missions diplomatiques d'Irkoutsk à Pékin, pour laquelle Ya. P. Shishmarev doit rencontrer les autorités de Girin ; la familiarisation avec les propriétés de la rivière et l'élaboration d'une carte visuelle ; la détermination, si possible, de la taille de la population locale. Outre les diplomates, l'expédition comprend l'astronome Ousoltsev (à l'époque président du département sibérien de la Société géographique), le topographe A. N. Konradi, l'adjudant M. S. Korsakov, le prince Pierre Kropotkine, l'ingénieur mécanicien et sous-lieutenant V. Shchetinin et 20 autres gradés  de rang inférieur,,. Un bref compte rendu du voyage de l'Oussouri est publié dans la revue Morskoy Sbornik en mai 1866 sous le titre « Voyage le long de la rivière Sungari vers la Mandchourie jusqu'à la ville de Girin. Extrait des journaux du prince Kropotkine et du capitaine d'état-major Ousoltsev, tenus à bord du navire à vapeur du 24 juillet au 21 août 1864 »,.
En 1864, Ousoltsev est nommé chef des affaires du département sibérien de la Société géographique russe et est rédacteur et compilateur des « Rapports sur les activités du département sibérien de la Société géographique impériale russe » – il reste à ces postes jusqu'en 1874.

### Expédition de 1867-1869
Après l'expédition dans la région de l'Amour en 1867-1869, Ousoltsev publie une description des territoires d'Oussouri et de Trans-Oussouri. Au cours de l'expédition, les possibilités de peuplement de ces terres ont également été étudiées : climat, nature de la végétation des forêts et des prairies, chasse et pêche. La possibilité de pratiquer l’agriculture, le jardinage et l'élevage a été établie.

## Récompenses et hommages
- En 1865, il reçoit la médaille d'argent de la Société russe de géographie pour ses travaux sur les relevés topographiques de Zabakailya en 1855-1858[10]
- Le 19 janvier 1866, il reçoit une médaille d'argent pour l'expédition de la Sungari de 1863[14].
- Un cap dans la baie de Novgorod (baie de Possiet, mer du Japon) est nommé en son honneur (42° 38′ 58″ N, 130° 53′ 45″ E)[18],[19].
- Ousoltsev est aussi le héros du roman La Corne blanche d'Ivan Efremov.